# Brian Jackson (cầu thủ bóng đá, sinh năm 1936)
Brian Jackson (2 tháng 2 năm 1936 - 1992) là một cầu thủ bóng đá người Anh.

## Sự nghiệp
Jackson thi đấu cho Maltby Main, Rotherham United và Barnsley.